# Alanqa
Az Alanqa az Azhdarchidae pteroszauruszok egyik neme a késő krétakorból.

## Biológia
Az Alanqa a késő Cenomani korszakban élt nagyjából 95 millió évvel ezelőtt. Tápláléka lehetett az olyan nagytermetű Theropodáknak, mint a Spinosaurus és a Carcharodontosaurus.

## Kövületek
Az Alanqát csupán az alsó és a felső álkapocs öt megtalált töredékcsontja alapján ismerjük.

## Méret
Az Alanqa áltatalános szárnyfesztávolsága 4 méter, azonban egy nagyobb példány akár 6 méteres is lehetett.

## Rendszerezés
Egy Pteranodontida nemzetségnek gondolták.

### Fajok
A nem egyetlen faja az Alanqa saharica.

## Élőhelye
Afrikában fordult elő.

## Fordítás
- Ez a szócikk részben vagy egészben  az   Alanqa című angol Wikipédia-szócikk ezen változatának fordításán alapul.  Az eredeti cikk szerkesztőit annak laptörténete sorolja fel. Ez a jelzés csupán a megfogalmazás eredetét és a szerzői jogokat jelzi, nem szolgál a cikkben szereplő információk forrásmegjelöléseként.